# 27. februar
27. februar je 58. dan leta v gregorijanskem koledarju. Ostaja še 307 dni (308 v prestopnih letih).

## Dogodki
- 380 – Teodozij I. in socesarja Gracijan in Valentinijan II. izdajo Solunski edikt (Cunctos populos ali Edikt treh cesarjev), s katerim je nicejska veroizpoved postala državna vera Rimskega imperija
- 1594 – Henrik IV. postane francoski kralj
- 1893 – v Ljubljani ustanovljeno Slovensko planinsko društvo
- 1900 – ustanovljena britanska laburistična stranka
- 1932 – James Chadwick odkrije nevtron
- 1933 – s požigom berlinskega Reichstaga so odpravljene ustavno zajamčene svoboščine v Tretjem rajhu
- 1939 – končan scenarij za film V vrtincu
- 1942:
  - japonska vojna mornarica zmaga pri Javi
  - britansko-golistični napad na nemško radarsko postajo na Brunevalu
- 1945:
  - začetek vzpostavitve nove romunske vlade
  - Sirija napove vojno silam osi
- 1951 – The twenty-second Amandma je dodan h ustavi ZDA in omeji predsednikovanje na dva mandata
- 1977 – v trčenju dveh Boeingov 747 umre 585 ljudi
- 1989 – slovenske politične organizacije v Cankarjevem domu priredijo manifestacijo proti izrednim razmeram na Kosovu
- 2015 pred Rdečim trgom v Moskvi v atentatu ubijejo opozicijskega politika Borisa Nemtsova, velikega kritika Putinove administracije

## Rojstva
- 280 – Konstantin I. Veliki, rimski cesar († 337)
- 1142 – Dedo III., lužiški mejni grof († 1190)
- 1347 – Albert V. d'Este, markiz Ferrare († 1393)
- 1738 – Blaž Kumerdej, slovenski šolnik, filolog († 1805)
- 1786 – Adolf Augustitš, dekan Slovenske krajine (Ogrska) in nadzornik slovenskih prekmurskih šol na Ogrskem († 1863)
- 1807 – Henry Wadsworth Longfellow, ameriški pesnik († 1882)
- 1846 – Franz Erdmann Mehring, nemški novinar, publicist († 1919)
- 1861 – Rudolf Steiner, švicarski filozof († 1925)
- 1863 – George Herbert Mead, ameriški psiholog, sociolog in filozof († 1931)
- 1873 – Enrico Caruso, italijansko-ameriški tenorist († 1921)
- 1880 – Angelina Weld Grimke, ameriška novinarka, pesnica († 1958)
- 1881 – Luitzen Egbertus Jan Brouwer, nizozemski matematik in filozof († 1966)
- 1890 – Freddie Keppard, ameriški jazzovski glasbenik († 1933)
- 1897 – Bernard-Ferdinand Lyot, francoski astronom († 1952)
- 1902 – John Ernst Steinbeck, ameriški pisatelj, nobelovec 1962 († 1968)
- 1902 – Lúcio Costa, brazilski arhitekt († 1998)
- 1910 – Clarence Leonard Johnson, ameriški letalski inženir, konstrukter († 1990)
- 1913 – Paul Ricoeur, francoski filozof († 2005)
- 1932 – Elizabeth Taylor, ameriška filmska igralka  († 2011)
- 1947 – Alan Harvey Guth, ameriški fizik, kozmolog
- 1961 – »Big Game James« Ager Worthy, ameriški košarkar
- 1991 – Gregor Deschwanden, švicarski smučarski skakalec

## Smrti
- 1167 – Robert iz Meluna, angleški škof in teolog (* 1100)
- 1383 – Amadej VI., savojski grof (* 1334)
- 1416 – Eleanora Kastiljska, navarska kraljica (* 1363)
- 1425 – Vasilij I. Dimitrijevič, moskovski knez, vladimirski veliki knez (* 1371)
- 1824 – Franc Ksaver Gmeiner, slovenski razsvetljenec, filozof in teolog (* 1752)
- 1824 – Adam Ivanoci, slovenski katoliški duhovnik, dekan okolice Dolnje Lendave v Slovenski krajini (Ogrska), sodnik županijske table Zalske županije (* 1756)
- 1887 – Aleksander Porfirjevič Borodin, ruski skladatelj (* 1833)
- 1906 – Samuel Pierpont Langley, ameriški astronom, fizik, izumitelj, letalski inženir (* 1834)
- 1936 – Ivan Petrovič Pavlov, ruski fiziolog, nobelovec 1904 (* 1849)
- 1939 – Nadežda Konstantinovna Krupska, ruska revolucionarka, političarka (* 1869)
- 1943 – Kostis Palamas, grški pesnik (* 1859)
- 1953 – Peter Butkovič, slovenski ugankar, pisatelj, duhovnik (* 1888)
- 1956 – Marij Kogoj, slovenski skladatelj (* 1892)
- 1989 – Konrad Lorenz, avstrijski zoolog-etolog in ornitolog ter nobelovec 1973 (* 1903)
- 2015 – Leonard Nimoy, ameriški igralec in filmski režiser (* 1931)
- 2015 – Boris Nemtsov, ruski politik (* 1959)
- 2016 – Vid Pečjak, slovenski pisatelj in psiholog (*1929)

## Goduje
- sveti Leander Seviljski
- sveti Gabrijel Possenti